# Tuttul
Tuttul az ókori Mezopotámia fontos városa volt az Eufrátesz bal partján, a Balih folyó torkolata közelében, a mai szíriai Rakka szomszédságában. Romjait egy hatalmas romdomb (arabul tell), Tell-Bí'a (a. m. templomdomb) őrzi, amit az itt 1980 és 1995 között tartott ásatáson előkerült ékírásos szövegek bizonyítanak.

## Története
Tuttul már az i. e. 3. évezred fontos kultuszhely, Dagan isten – a bibliai Dagón – kultuszának központja volt. Sarrukín, az Akkád Birodalom megalapítója itt mondott köszönetet azért Dagannak, hogy neki adta a Felső-Föld, azaz az Eufrátesz középső (észak-mezopotámiai) folyása feletti uralmat. A város már a kora bronzkorban 8 méter vastag falakkal rendelkezett, amit később tovább erősítettek. 
A középső bronzkorból (óbabiloni kor) nagyméretű - kifosztott - uralkodói sírokat találtak, és ebből a korból származnak azok az ékírásos levelek és gazdasági szövegek, amelyek a város azonosítását lehetővé tették.

## Területének utóélete
A város az i. e. 1. évezredre lakatlanná vált, a környéken a hellenisztikus korban, az i. e. 3. században telepedtek le megint, de az új települést nem a régi tellre, hanem attól délre, az Eufráteszhez közelebb hozták létre. Ennek neve először Nikephorion lett, majd átnevezték Kallinikosz-ra (Callinicum). Ekkor az elhagyott domb legmagasabb pontján az 5. században szíriai szerzetesek alapítottak egy kolostort.
Az arab hódítás után Callinicum neve ar-Raqqa lett, a domb mellett pedig létrejött egy katonai telep, Rafíqa (arabul társ). A két város végül összenőtt egyetlen metropolisszá, amit egy időre Harun ar-Rasid is székhelyévé tett. Később a város a nomád (pl. mongol) támadások következtében szinte teljesen elnéptelenedett és csak a 19. században épült újjá Rafíqa helyén Raqqa néven. Callinicum helyét ekkor Mislab falu foglalta el, ami mára megint összenőtt Raqqával és ma Szíria hatodik legnagyobb városa.